# Thamos, König in Ägypten
Thamos, König in Ägypten (Thamos, koning van Egypte) is een Duits toneelstuk van Tobias Philipp von Gebler waarop Wolfgang Amadeus Mozart opera- en koormuziek componeerde.

## Geschiedenis

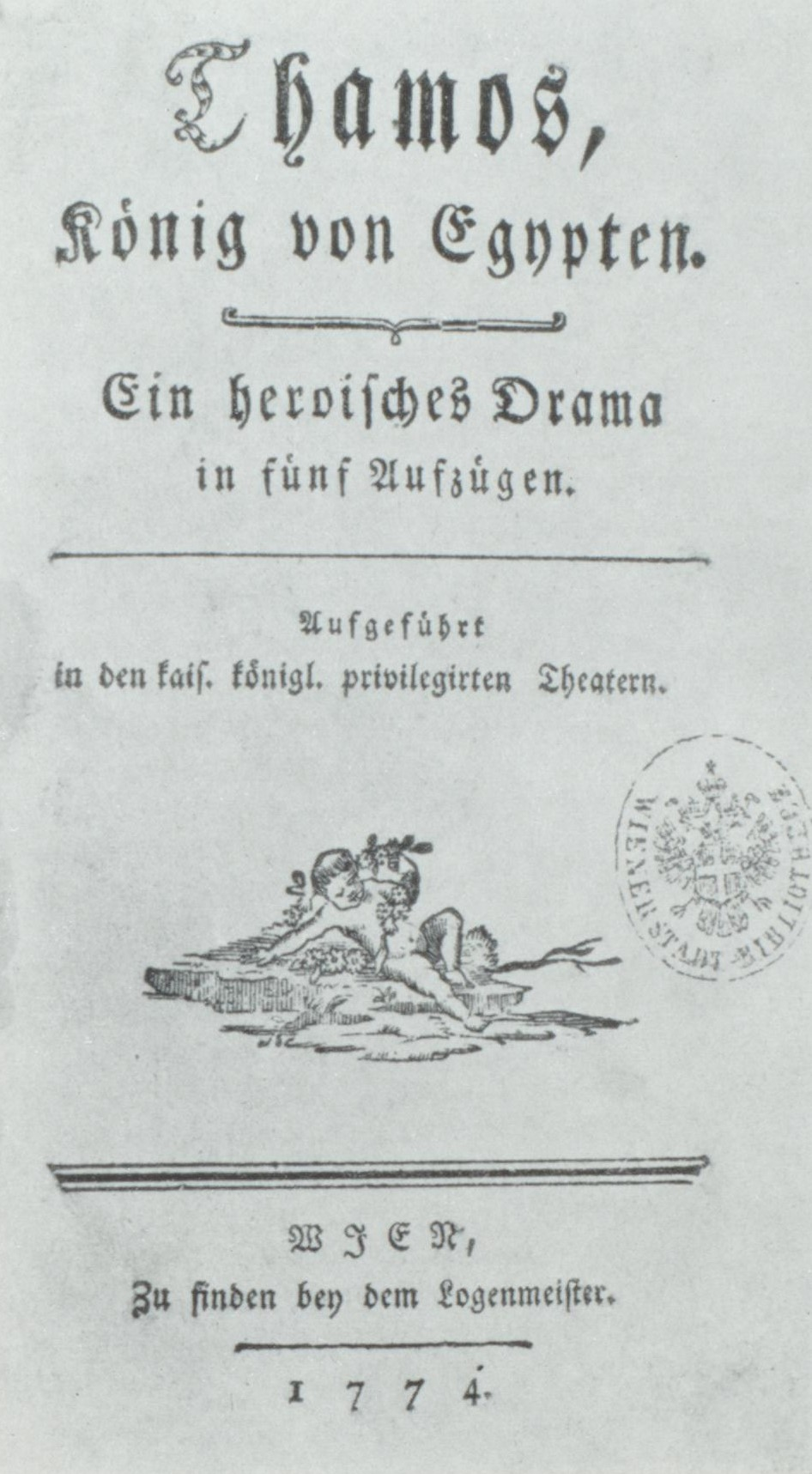
Thamos, König in Ägypten.

Mozart kreeg al in 1773 de opdracht voor deze toneelmuziek. Vervolgens schreef hij twee koren en vijf instrumentale stukken. Het is niet duidelijk of de muziek van Mozart werd gebruikt toen het stuk op 4 april 1774 in première ging in het Kerntnertortheater in Wenen. In 1779 herwerkte Mozart de koren voor het theatergezelschap van Johann Böhm en voegde een derde toe, en waarschijnlijk herzag hij ook de instrumentale muziek. Hij stond ook toe dat de Sinfonian als ouverture werd gebruikt. Böhm gebruikte de muziek echter voor het toneelstuk Lanassa van Karl Martin Plümicke. Al in 1783 klaagde Mozart dat het publiek in Wenen de interesse in het stuk en daarmee de gelegenheid om zijn muziek te horen had verloren.

## Personen
De enige genoemde rol is de hogepriester Sethos (bariton). Daarnaast zijn er vier solisten (sopraan, alt, tenor en bas) en een gemengd koor van priesters en priesteressen.

## Actie
Koning Thamos houdt van Sais, de priesteres van de godin. Zonder het te weten is ze in feite de dochter van koning Menes, die verkleed is als de hogepriester Sethos. Wanneer Sethos onthult wie hij is, wordt de verraderlijke generaal Pheron door een flits gedood. Zijn slechte tante, de priesteres Mirza, pleegt zelfmoord.
- Bibliothèque nationale de France: cb139150894 (data)
- Gemeinsame Normdatei: 300111665
- Library of Congress Control Number: nr96026847
- MusicBrainz work: 881b52f9-fa88-4233-8ea6-60b4b744a3b0
- Nationale Bibliotheek van Israël: 987007581259005171
- Virtual International Authority File: 180561030